# Fortress of Apocalypse
Fortress of Apocalypse (アポカリプスの砦, Apokaripusu no toride) est un shōnen manga écrit par Yū Kuraishi et dessiné par Kazu Inabe. Il est prépublié entre septembre 2011 et octobre 2015 dans le magazine Monthly Shōnen Rival puis l'application Manga Box (en), et compilé en dix volumes reliés par Kōdansha. La version française est publiée par Pika Édition dans sa collection seinen.

## Synopsis
Yoshiaki Maeda, un jeune lycéen de 16 ans se retrouve accusé à tort du meurtre d'un agent de police. Il est enfermé pour une durée encore inconnue dans une maison de correction appelée la Shôran Academy. Dans sa cellule, il fait de nombreuses rencontres dont Masafumi, Iwakura et Noiman, tous aussi agressifs les uns que les autres malgré leur jeune âge. Alors qu'il découvre avec horreur cet univers, des zombies font irruption dans la maison de correction. Les détenus n'ont plus le choix, ils doivent se serrer les coudes pour rester en vie...

## Personnages
Yoshiaki Maeda (前田 義明, Maeda Yoshiaki)
Yoshiaki est un garçon de 16 ans accusé à tort d'un meurtre qu'il a aperçu en rentrant de l'école un soir.
Masafumi Yoshioka (吉岡 正文, Yoshioka Masafumi)
Iwakura (岩倉 剛, Iwakura Gō)
Misturu Yamanoi (山野井 満, Yamanoi Mitsuru)

## Manga
Fortress of Apocalypse (アポカリプスの砦, Apokaripusu no toride) est scénarisée et dessinée par Kazu Inabe. La série débute sa prépublication dans le Monthly Shōnen Rival le 3 septembre 2011. Après la fin de parution du magazine, la prépublication de la série est transférée sur l'application Manga Box (en). La série est publiée sous format tankōbon avec un total de 10 volumes sortis entre le 7 octobre 2015 et le 9 octobre 2015.
La version française de la série est publiée par Pika Édition en un total de dix volumes sortis entre 7 octobre 2015 et 1er février 2017. La version anglaise est publiée sous forme numérique par Kōdansha USA, publiant les chapitres simultanément à la sortie japonaise sur Crunchyroll Manga (en) avant d'être retirée de l'application en 2018

### Liste des chapitres
| no | Japonais         | Japonais          | Français         | Français          |
| no | Date de sortie   | ISBN              | Date de sortie   | ISBN              |
| --- | ---------------- | ----------------- | ---------------- | ----------------- |
| 1 | 2 mars 2012      | 978-4-06-380207-8 | 7 octobre 2015   | 978-2-8116-1948-0 |
| Liste des chapitres : - Chapitre 01 : Soon crazy - Chapitre 02 : Undead riot - Chapitre 03 : Highway XXX revisited |                  |                   |                  |                   |
| 2 | 4 juin 2012      | 978-4-06-380219-1 | 7 octobre 2015   | 978-2-8116-1949-7 |
| Liste des chapitres : - Chapitre 04 : Whole lotta despair - Chapitre 05 : Bitter fix - Chapitre 06 : Heart of gold - Chapitre 07 : Holidays in the dark                                                                                |                  |                   |                  |                   |
| 3 | 2 novembre 2012  | 978-4-06-380244-3 | 2 décembre 2015  | 978-2-8116-2559-7 |
| Liste des chapitres : - Chapitre 08 : Daydream killers - Chapitre 09 : No guy no cry - Chapitre 10 : My rotten lung - Chapitre 11 : Smells like dead spirit                                                                            |                  |                   |                  |                   |
| 4 | 4 avril 2013     | 978-4-06-380263-4 | 3 février 2016   | 978-2-8116-2721-8 |
| Liste des chapitres : - Chapitre 12 : He's Eletric - Chapitre 13 : Picture of Rikkun - Chapitre 14 : Roll Over Wagner - Chapitre 15 : Life on fort ?                                                                                   |                  |                   |                  |                   |
| 5 | 2 août 2013      | 978-4-06-380279-5 | 6 avril 2016     | 978-2-8116-2739-3 |
| Liste des chapitres : - Chapitre 16 :The adventures of rain danc bokor - Chapitre 17 : Nowhere man - Chapitre 18 : Yoshiaki, can you hear me? - Chapitre 19 : Long Tall Daisy - Chapitre 20 : God save the kids                        |                  |                   |                  |                   |
| 6 | 27 décembre 2013 | 978-4-06-380293-1 | 1er juin 2016    | 978-2-8116-2739-3 |
| Liste des chapitres : - Chapitre 21 : Kill all Pagans - Chapitre 22 : All the young sheep - Chapitre 23 : We will fuck you - Chapitre 24 : The end of the crazy world - Chapitre 25 : Sympathy for slaves                              |                  |                   |                  |                   |
| 7 | 9 juillet 2014   | 978-4-06-381315-9 | 24 août 2016     | 978-2-8116-3065-2 |
| Liste des chapitres : - Chapitre 26 : Damned Damned Damned - Chapitre 27 : Survive on the wild side - Chapitre 28 : With or without oedipus - Chapitre 29 : If you want dirty blood - Chapitre 30 : Everybody's dying                  |                  |                   |                  |                   |
| 8 | 9 janvier 2015   | 978-4-06-395278-0 | 5 octobre 2016   | 978-2-8116-3179-6 |
| Liste des chapitres : - Chapitre 31 : A rush of blood to the melty head - Chapitre 32 : Black rainy sabbath - Chapitre 33 : Mitsuru traubeurt's blues - Chapitre 34 : Tender than bombs - Chapitre 35 : Only shallow                   |                  |                   |                  |                   |
| 9 | 9 avril 2015     | 978-4-06-395377-0 | 30 novembre 2016 | 978-2-8116-3180-2 |
| Liste des chapitres : - Chapitre 36 : Wouldn't it be scared - Chapitre 37 : Grateful when you're infected - Chapitre 38 : Big boys don't cry - Chapitre 39 : New born - Chapitre 40 : Burning fly (for a pretty baby)                  |                  |                   |                  |                   |
| 10 | 9 octobre 2015   | 978-4-06-395524-8 | 1er février 2017 | 978-2-8116-3400-1 |
| Liste des chapitres : - Chapitre 41 : No sadness - Chapitre 42 : On unpon a time in africa - Chapitre 43 : Bitter acid symphony - Chapitre 44 : Giant anger - Chapitre 45 : Guaranteed - Chapitre final : The future is in their hands |                  |                   |                  |                   |

### Édition japonaise
1. 1 2  Tome 1
2. 1 2  Tome 2
3. 1 2  Tome 3
4. 1 2  Tome 4
5. 1 2  Tome 5
6. 1 2  Tome 6
7. 1 2  Tome 7
8. 1 2  Tome 8
9. 1 2  Tome 9
10. 1 2  Tome 10

### Édition française
1. 1 2  Tome 1
2. 1 2  Tome 2
3. 1 2  Tome 3
4. 1 2  Tome 4
5. 1 2  Tome 5
6. 1 2  Tome 6
7. 1 2  Tome 7
8. 1 2  Tome 8
9. 1 2  Tome 9
10. 1 2  Tome 10